# Чулпан 2-й
Чулпан 2-й (баш. 2-се Сулпан) — деревня в Благоварском районе Республики Башкортостан Российской Федерации. Входит в состав Кучербаевского сельсовета. Основана в начале 20 века на территории Белебеевского уезда жителями деревни Староабзаново. В 1925 зафиксировано 38 дворов. С 50‑х гг. современное название и статус. 

## География

### Географическое положение
Расстояние до:
- районного центра (Языково): 41 км,
- центра сельсовета (Старокучербаево): 9 км,
- ближайшей ж/д станции (Благовар): 56 км.

## Население
| 2002 | 2009 | 2010 |
| ---- | ---- | ---- |
| 145  | ↘141 | ↘134 |

Согласно переписи 2002 года, преобладающие национальности — татары (73%), башкиры (27%).